# Бој на Косову (драма)
Бој на Косову је историјска драма српског књижевника Љубомира Симовића. Прва верзија драме написана је 1988, уочи обележавања шесто година од боја на Косову. По тој верзији драме снимљен је истоимени филм (1989) у режији Здравка Шотре. Друга, скраћена верзија, написана је 2002. и објављена 2003. године.

## Радња

### Први део
Први део драме дешава се три дана пред битку, 12-14. јуна 1389. На двору кнеза Лазара у Крушевцу, кнез обавештава српског патријарха Спиридона да је одбио захтеве турског султана Мурата, који је у писму тражио да се Србија покори његовој власти, и да се турска војска већ примиче Косову. Упркос страховањима патријарха и кнегиње Милице, који га упозоравају на турску снагу и разједињеност српских земаља и великаша, кнез Лазар изјављује да частан човек нема избора између ропства без борбе, и борбе до смрти.
На пијаци у Новом Брду, трговкиње негодују због смањења тежине новца (динара) због огромних трошкова за опремање војске и турске опасности, док се трговац кожама, Војша, спрема на војску.
На граници између Топлице и Лаба, српски видар и берберин Богоје из Призрена среће се са стражарима Вука Бранковића, које предводи Парамунац. Пошто му у торби налазе књиге за прорицање судбине, стражари га питају да прорекне исход битке са Турцима. Богоје одговара да је Србија толико разједињена да не може да се одбрани ни од мува, а камоли од Турака. Парамунац га оптужује да је турска ухода и наређује његово хапшење, али га спасава Милош Обилић, коме је Богоје извидао рану после боја на Плочнику.
За то време, на двору Вука Бранковића у Призрену, Вук прегледа новоисковане сребрне динаре, без Лазаревог имена и дупло лакше од старих, који треба да покрију трошкове рата. Његов старији брат Герасим, монах из Свете Горе, наговара га да подржи Лазара свим силама, пошто Лазар једини покушава да уједини подељену Србију уз помоћ православне цркве. Вук истиче своју моћ и независност од кнеза, бесни на помен Милоша Обилића и обрадује се на вести о инциденту са видаром и Обилићем, које му доноси Парамунац.
Два дана касније, уочи битке, на Косову пољу срећу се кожар Војша, који је у војсци, на стражи, и видар Богоје коме су поломљени сви зуби - наговештава се да су га мучили у Бранковићевој тамници. На њих наилазе Иван Косанчић и Милан Топлица, који се враћају из извиднице и расправљају о величини турске војске. Док Косанчић намерава да кнезу каже истину - да је турска војска, са 140 хиљада бораца, двоструко већа од српске, Топлица жели да ублажи лоше вести, плашећи се да ће истина уплашити кнеза и натерати га да одустане од битке.
На двору Вука Бранковића код цркве Самодреже, кнез Лазар окупља властелу на вечеру пред битку, која се очекује ујутро. На кнежевој вечери, покрајински великаши, Левчанин и Тамнавац, истичу своју независност од кнеза Лазара, због чега се умало не потуку са кнежевим сестрићима, браћом Мусићима, и предлажу кнезу да призна турску власт, као што су већ урадили јачи од њега - краљ Марко и Константин Дејановић у Македонији. Кнез  Лазар им одговара да се о части и достојанству не може преговарати и да се у ропству не може постојати, али им расправу прекида долазак Топлице и Косанчића, чије вести утишају све присутне. Тамнавац наговара Лазара да одустане од битке пошто је Турака двоструко више но Срба, али му Лазар поносно одговара да се он не одлучује за битку по томе колика је сила која му прети, већ колику светињу брани. Вечера почиње молитвом, и Лазар наздравља својим војницима, пре свих Обилићу, али га Вук Бранковић прекида и оптужује Милоша за издају, наводећи као доказ да је ослободио турског уходу (видара Богоја) од његових стражара. На Милошево правдање да је све то злонамерно протумачени неспоразум, Вук наставља да су са њим у завери и Топлица и Косанчић, који су намерно донели овесхрабрујуће вести, пошто су сви заједно поткупљени од Турака. На кнежево питање да се оправда, Милош се заклиње да ће сутра на Косову убити Мурата и одлази. Вук саветује Лазару да га ухвати и окује, али Лазар одлучује да пружи прилику Милошу да се оправда у боју.
Исте ноћи, Парамунац је у постељи са продавачицом рибе са почетка и плаћа вино новоискованим сребрним динаром који је добио од господара Вука. Трговкиња примећује да на новом Вуковом динару нема кнеза Лазара, по  чему закључује да господар Вук планира да се осамостали од кнеза.

### Други део
Други део драме дешава се 15. јуна 1389, на Видовдан, пред Муратовим шатором на Косову. Ток битке сазнајемо из извештаја турских чауша, преко којих Мурат издаје наредбе и управља битком. Десно крило српске војске, које предводи Вук Бранковић, успешно потискује турско лево крило, којим командује Муратов син Јакуб, док турско десно крило под командом Бајазита потискује српско лево крило, на коме су Босанци под Влатком Вуковићем.
Утом, стражари јављају да је дошао војвода Милош Обилић са копљем окренутим наопако, у знак предаје, и моли да га изведу пред султана. Мурат, који се сећа Милоша са Плочника, наређује да га пропусте. Обилић прилази султану као да ће се поклонити, али тргне испод појаса кратак мач и смртно рањава Мурата, после чега га Турци тешко рањеног савлађују и везују. Рањени Мурат испитује Обилића, који му поносно одговара да је своју главу дао за своју реч. Утом стиже Бајазит, који наређује да се Обилић сместа погуби.
Поред Србина Хамзе, једног од Муратових дворана, Милоша на губилиште испраћа и султанов хећим Мустафа, некадашњи видар Богоје, који се управо потурчио како би побегао од Бранковићеве освете. Србин Хамза нуди Обилићу да се потурчи пред смрт, али му Милош одговара да својом крвљу исписује границу између себе и њега.
Мурат на самрти заклиње Бајазита да поштеди брата, али Бајазит позива Јакуба и наређује да га задаве. Бајазит наређује да сва преостала војска крене напред - оба српска крила се повлаче, а кнез Лазар у центру је опкољен и заробљен са много великаша. Бајазит саслушава Лазара, који му поносно одговара да је још синоћ знао шта га чека, али да својим страдањем плаћа вечни живот. Када му Бајазит покаже Милошеву главу на коцу, Лазар одговара да се је то глава победника, која се не полаже у гроб, него у темељ.  Смрт прима мирно, са речима да је победио у својој бици.

### Епилог
На пијаци у Новом Брду, поново видимо продавачицу рибе са почетка. Долазе Војша, на штакама и без једне ноге до кука, и његова жена Велисава. Откад је рањен у боју, Војша по дану ћути, а ноћу бунца и запомаже. Велисава покушава да купи једну од две преостале рибе, али продавачица одбија да прими Лазарев динар (који је примала неколико дана раније) и тражи да јој се плати турским динарима - акчама.